# BS日テレ「片岡愛之助の解明!歴史捜査」オリジナル・サウンドトラック
『BS日テレ「片岡愛之助の解明!歴史捜査」オリジナル・サウンドトラック』（ビーエスにっテレ「かたおかあいのすけのかいめい!れきしそうさ」オリジナル・サウンドトラック）は、崎谷健次郎の通算8枚目のデジタル配信インストゥルメンタル・アルバム。2015年8月26日に発売。

## 解説

### 作品制作
- 本作は、崎谷健次郎プロデュースによるテレビ歴史番組『片岡愛之助の解明!歴史捜査』（BS日テレ、2015年4月9日 - 、捜査チーフ：片岡愛之助）[3]のサウンドトラック・アルバムである。テレビ番組音楽としてはドラマ『たたかうお嫁さま』（日本テレビ、1994年）のインストゥルメンタル・アルバム『MY GRAFFITI』以来、21年ぶりの作品である。[4]。
- デジタル配信にあたっては、「解明!歴史捜査 メインテーマ」「解明!歴史捜査 追跡のテーマ」「解明!歴史捜査 迷宮入りのテーマ」の3曲を2015年5月31日から日本テレビ公式サイト内の「日テレマーケット」「着♪日テレ」で先行配信した[5]。
- アルバムジャケットは、番組タイトル画像を採用している[6]。
- 全曲のコンピューター・プログラミング、演奏は崎谷健次郎。

### 作品寸評
- 『ドラマ特集NEWS』によれば、「番組を盛り上げる「テーマ曲」も独特で非常に良い感じだ」[7]と評している。

## 収録曲
全22曲、作曲 / 編曲：崎谷健次郎
1. 解明!歴史捜査 メインテーマ
2. 解明!歴史捜査 追跡のテーマ
3. 解明!歴史捜査 不穏のテーマ
4. 解明!歴史捜査 迷宮入りのテーマ
5. 解明!歴史捜査 謎のテーマ
6. 解明!歴史捜査 愛のテーマ
7. 解明!歴史捜査 解決のテーマ
8. 解明!歴史捜査 Flute Strut
9. 解明!歴史捜査 Flute Strut〜vibe jazz ver.〜
10. 解明!歴史捜査 メインテーマ〜vibe jazz ver.〜
11. 解明!歴史捜査 メインテーマ〜メロなしver.〜
12. 解明!歴史捜査 メインテーマ〜piano ver.〜
13. 解明!歴史捜査 追跡のテーマ〜organ ver.〜
14. 解明!歴史捜査 追跡のテーマ〜メロなしver.〜
15. 解明!歴史捜査 不穏のテーマ〜スロー、リズムベース抜きver.〜
16. 解明!歴史捜査 不穏のテーマ〜スロー、piano solo ver.〜
17. 解明!歴史捜査 迷宮入りのテーマ〜ds&bass> ver.〜
18. 解明!歴史捜査 迷宮入りのテーマ〜piano&strings ver.〜
19. 解明!歴史捜査 謎のテーマ〜piano&choir ver.〜
20. 解明!歴史捜査 愛のテーマ〜piano solo ver.〜
21. 解明!歴史捜査 愛のテーマ〜a-gt ver.〜
22. 解明!歴史捜査 解決のテーマ〜piano solo ver.〜